# Shenavan, Aragatsotn
Shenavan là một đô thị thuộc tỉnh Aragatsotn, Armenia. Dân số ước tính năm 2011 là 1934 người.